# Juan Francisco Fuentes
Juan Francisco Fuentes Aragonés, né à Barcelone en 1955, est un historien espagnol, spécialiste de l’histoire contemporaine.

## Biographie
Né en 1955 à Barcelone, il est professeur à l’université complutense de Madrid. Il a écrit plusieurs œuvres sur l'histoire contemporaine et le socialisme en Espagne, dont des études biographiques de José Marchena, Francisco Largo Caballero, Luis Araquistáin ou Adolfo Suárez. Il est co-auteur avec Javier Fernández Sebastián de Historia del periodismo español (« Histoire du journalisme espagnol ») et co-dirigé Diccionario político y social del siglo XX español (« Dictionnaire politique et social du XXe siècle espagnol »).

## Œuvres
- José Marchena: biografía política e intelectual (Crítica, 1989).[2]
- (Coautor: Javier Fernández Sebastián)  Historia del periodismo español. Prensa, política y opinión pública en la España contemporánea (Editorial Síntesis, 1997).[6]
- Luis Araquistáin y el socialismo español en el exilio (1939-1959) (Biblioteca Nueva, 2002).[4]
- Largo Caballero: el Lenin español (Síntesis, 2005).[8][9][3]
- El fin del Antiguo Régimen (1808-1868). Política y sociedad (Síntesis, 2007).[10]
- Adolfo Suárez: biografía política (Editorial Planeta, 2011),[11][5]
- Con el rey y contra el rey. Los socialistas y la Monarquía (La Esfera, 2016).[1]